# أناستازيا تشيرنوفا
أناستازيا تشيرنوفا هي متسابقة ملكة الجمال أوكرانية، ولدت في 2 نوفمبر 1993 في خاركيف في أوكرانيا. ابتكرت المصممة الأوكرانية أناستاسيا سوخانوف الفستان التقليدي المستوحى من القوزاق الذي ارتدته تشيرنوفا في المسابقة.